# عشيرة ألعاب الفيديو
العشيرة أو المجتمع أو الجماعة أو الفصيل أو القبيلة (بالإنجليزية: Clan) تتكون في ألعاب الفيديو، وهي عبارة عن مجموعة منظمة من لاعبي ألعاب الفيديو يلعبون بانتظام معًا في لعبة واحدة أو أكثر من ألعاب الجماعية، وتشارك هذة العشائر في العديد من مسابقات الألعاب. وتختلف هذه الفرق من حيث عدد الأعضاء، ويختلف عمر العشيرة أيضًا ويتراوح من بضعة أسابيع إلى أكثر من سنة، توجد العديد من العشائر لكل لعبة على الإنترنت تقريبًا، ولا سيما في ألعاب الأكشن ذات منظور الشخص الأول، والألعاب متعددة اللاعبين، وألعاب فيديو تقمص الأدوار، والألعاب الإستراتيجية، نمت بعض العشائر التي شكلتها مجموعات من اللاعبين إلى فرق للرياضات الإلكترونية المحترفة بملايين الدولارات، تمتلك العديد من العشائر على إكس بوكس ون وبلاي ستيشن 4 وأجهزة الكمبيوتر مواقع رسمية مع منتديات للتفاعل ومناقشة العديد من الموضوعات مع بقية عشيرتهم. تقدم الجوائز والميداليات داخل العشيرة لانتصارات والمساهمات في المجموعة مثل التبرعات والمهمات.

## الأعضاء
يتم تصنيف الاعضاء في العشيرة حسب الرتبة والصلاحيات المقدمة من منشئ العشيرة، وهي:
1. القائد، وهو منشئ العشيرة، يتمتع بكامل الصلاحيات في العشيرة، يكون العدد في العشيرة واحد فقط
2. مساعد القائد أو القائد المساعد، وهي رتبة تقدم من القائد للأعضاء الأكثر ثقة، وتكون كميتها محدودة، يتمتعون بصلاحيات تشبه صلاحيات القائد
3. النخبة أو الأعضاء المميزون، وهي رتبة تقدم من القائد أو مساعد القائد للأعضاء الأكثر تفاعلاً في العشيرة، تكون كميتها من 10 فما فوق، يتمتعون بصلاحيات محدودة جداً
4. الأعضاء، هم لاعبي هواة أو جدد، لا يتمتعون بأي صلاحيات، تتراوح اعدادهم من 20 فما فوق.

## الألعاب
تحتوي العديد من الألعاب على عشائر أو مجموعات أو ما تسمى طاقم في بعض منها، وأحيانًا قد تمتلك اللعبة طاقم وعشيرة معاً وهذه الألعاب مثل:
- كلاش أوف كلانس
- كلاش رويال
- ببجي
- ببجي موبايل
- ببجي: نيو ستيت
- إيف أونلاين[4]
- مجرات حرب النجوم [5]
- فاينل فانتسي 11
- فاينل فانتسي 14
- مايكروسوفت فلايت سيميولتر[6]